# Chúzistán
Chúzistán (persky استان خوزستان‎) je provincie v Íránu, která se nachází v jihozápadní části země, u hranic s Irákem.

## Geografie
Jih provincie omývají vody nejsevernějšího cípu Perského zálivu. Hlavním městem je Ahváz. Provincie má rozlohu 64 055 km² a má 4 274 979 obyvatel.
Převážnou část obyvatel tvoří šíitští Arabové usídlení hlavně na jihu provincie.
Provincie je tradičně bohatá na konvenční ropná pole. Poměrně nedávno zde Národní íránská ropná společnost objevila nové, Jadavaranské ropné pole.

## Historie
Historicky byla provincie Chúzistán součástí starověké civilizace Elam. Již od 4. tisíciletí př. n. l. se zde nacházelo také hlavní město této říše, Súsy.